# 펠리페 4세
펠리페 4세(Felipe IV, 1605년 4월 8일 ~ 1665년 9월 17일)는 스페인 국왕, 포르투갈 국왕, 나폴리 국왕, 시칠리아 국왕이다. 대왕, 행성왕으로도 불린다.

## 생애
스페인 국왕 펠리페 3세와 오스트리아의 마르가리타 사이에서 장남으로 태어났다. 형제로는 루이 13세의 왕비 안 도트리슈, 신성 로마 제국의 황후 마리아 안나 등이 있다.
그가 국왕으로 즉위했을 무렵의 스페인은 광대한 영토를 보유하고 있었으나, 황금시대라 불렸던 전성기의 끝무렵을 향해 달려가고 있었다. 그의 재위 중에 네덜란드가 기나긴 80년 전쟁을 끝내고 1648년에 베스트팔렌 조약을 통해 독립했다. 동군연합을 형성하고 있던 포르투갈에서 1640년에 쿠데타가 일어나 브라간사 공작을 포르투갈 국왕 주앙 4세로 옹립하며 스페인으로부터 독립하는 일이 발생했다.비슷한 시기에 카탈루냐 지방에서는 반란이 일어나는 등 스페인 합스부르크 왕가는 확연한 쇠퇴의 조짐을 보이기 시작했다.
오랜 기간에 걸쳐 행해진 근친결혼의 영향으로 두명의 자녀만 장성하고 나머지 자식들은 유산 또는 요절했다. 왕자중에 유일하게 장성한 카를로스 2세는 왕권을 이어받기는 했으나 심히 병약하여 후계자를 남기지 못한 채 1700년에 죽음으로서 펠리페 4세의 자식대에 이르러 스페인의 합스부르크 왕조는 단절되어 버렸다. 펠리페 4세의 딸 마리테레즈는 프랑스 루이 14세와 결혼하였고, 그녀의 손자는 훗날 1700년에 펠리페 5세가 되어 스페인 부르봉 왕가의 시조가 되었다.
펠리페 4세는 즉위 후로 정치에 관해서는 대부분을 자신의 시종 출신인 올리바레스 백작에게 일임하였고, 본인은 예술가들을 육성하고 후원하는 데 힘썼다. 그의 치세 중에 화가 디에고 벨라스케스, 바르톨로메 에스테반 무리요, 호세 데 리베라, 프란시스코 데 수르바란, 시인 로페 데 베가, 소설가 프란시스코 데 케베도, 극작가 페드로 칼데론 데라바르카 등 걸출한 재능을 지닌 예술가들이 등장하였다. 그의 방대한 미술 컬렉션은 현재 스페인의 프라도 미술관에 전시되어 있다.

## 자녀
펠리페 4세는 프랑스 국왕 앙리 4세의 딸인 엘리자베트와 1615년에 첫 결혼을 했다.
| 사진 | 이름                       | 생일             | 사망             | 기타              |
| ---- | -------------------------- | ---------------- | ---------------- | ----------------- |
|      | 마리아 마르가리타          | 1621년 8월 14일  | 1621년 8월 15일  |                   |
|      | 마르가리타 마리아 카탈리나 | 1623년 11월 25일 | 1623년 12월 23일 |                   |
|      | 마리아 에우헤니아          | 1625년 11월 21일 | 1627년 8월 21일  |                   |
|      | 이사벨 마리아 테레사       | 1627년 10월 31일 | 1627년 11월 1일  |                   |
|      | 발타사르 카를로스          | 1629년 10월 17일 | 1646년 10월 9일  |                   |
|      | 프란시스코 페르난도        | 1634년 3월 12일  | 1634년 3월 12일  |                   |
|      | 마리아 아나 안토니아       | 1636년 1월 17일  | 1636년 12월 5일  |                   |
|      | 마리테레즈 도트리슈        | 1638년 9월 10일  | 1683년 7월 30일  | 루이 14세의 왕비. |

첫 번째 왕비 이사벨이 죽자, 1649년 펠리페 4세는 여동생 마리아 안나에게서 태어난 조카딸 마리아나를 후처로 맞았다.
| 사진 | 이름                     | 생일             | 사망             | 기타                |
| ---- | ------------------------ | ---------------- | ---------------- | ------------------- |
|      | 마르가리타 테레사        | 1651년 7월 12일  | 1673년 3월 12일  |                     |
|      | 마리아 암브로시아        | 1655년 12월 7일  | 1655년 12월 21일 |                     |
|      | 펠리페 프로스페로        | 1657년 11월 28일 | 1661년 11월 1일  |                     |
|      | 페르난도 토머스 카를로스 | 1658년 12월 23일 | 1659년 10월 22일 |                     |
|      | 카를로스 2세             | 1661년 11월 6일  | 1700년 11월 1일  | 스페인의 후임 국왕. |